# Johannes Mulberg
Johannes Mulberg (* um 1350 in Kleinbasel; † 4. oder 5. Dezember 1414 im Barfüßerkloster Überlingen in Überlingen) war ein Schweizer Dominikanerbruder und Ordensreformer.

## Leben
Johannes Mulberg wurde als Sohn eines Schuhflickers geboren. Seine Schwestern hießen Katharina, Adelheid und Elß. Bis zu seinem 20. Lebensjahr übte er das Handwerk seines Vaters als Schuster aus.
Um 1370 trat er in den Dominikanerorden ein und wurde in Basel und Prag ausgebildet. In Prag erwarb er 1381 den Titel eines Bakkalars. Er beteiligte sich maßgeblich an der Einführung der Ordensreform in einer Reihe von süddeutschen Dominikanerklöstern.
1389 kam er als einer von dreißig Brüdern unter der Leitung von Konrad von Preußen († 1426) in den Konvent Colmar, um im ersten Brüderkonvent die Observanz zu verwirklichen; 1390 wurde er zum Cursor im Colmarer Hausstudium ernannt und hatte dadurch unmittelbaren Einfluss auf die Ausbildung der Brüder. Zu diesem Zeitpunkt wurde der Orden durch das grosse abendländische Schisma zeitweise in drei ‹Observanzen› zerrissen und Raimund von Capua als Generalmeister der römisch-urbanianischen Observanz initiierte 1390 eine Reformbewegung.
Zu einem nicht bekannten Zeitpunkt wurde Johannes Mulberg Prior des Würzburger Dominikanerklosters, allerdings wurde er 1395 von der reformfeindlichen Partei aus seinem Amt verjagt. Er wurde Prior im Dominikanerkloster Nürnberg. Im Juli 1397 übergab er das Amt an Konrad von Preußen, weil er zum Vikar des Generalmagisters für den Nürnberger Konvent ernannt wurde, der die Reformen einführen sollte.
1399 erscheint er als Nachfolger von Johannes von Witten als Prior des Colmarer Dominikanerklosters sowie 1400 im Dominikanerkloster Basel. In Basel eröffnete er, gemeinsam mit Heinrich von Rheinfelden, seine Kampagne und ein bischöfliches Inquisitionsverfahren gegen die dortigen Beginen und Begarden, denen sie vorwarfen, sich als Laien widerrechtlich den geistlichen Stand anzumassen und sich mit Betteln anstatt durch Arbeit zu ernähren. Er griff ausdrücklich auch die 3. Regel des heiligen Franziskus an. Dies sei kein Orden, sondern vermittle nur eine Art und Weise, bussfertig zu leben. Seine Kampagne griff auf die benachbarten Diözesen Konstanz, Speyer, Lausanne und Straßburg über. Trotz des heftigen Widerspruchs des Franziskanerordens konnte er 1405 die Schliessung der Baseler Beginen- und Begarden-Häuser durchsetzen. Dies führte dazu, dass die Franziskaner an Papst Innozenz VII. appellierten und dieser Johannes Mulberg aufforderte, im Herbst 1405 am päpstlichen Hof in Rom zu erscheinen; dort blieb er bis 1411.
1409 begleitete er den Kardinal Giovanni Dominici zum Konzil von Pisa, welches das Schisma nicht beilegen konnte.
Als er 1411 zurückkehrte, erhielt er von Papst Gregor XII. den Auftrag, als Prediger für die Beseitigung des Schismas zu wirken. In Basel hielt er Predigten gegen die herrschenden Volkslaster, wodurch der Rat veranlasst wurde, strenge Sittenvorschriften zu erlassen. Er predigte aber auch gegen die sittlichen Schwächen der Geistlichkeit und stellte prophetisch strenge Strafgerichte in Aussicht. Dieser Reformeifer trug vermutlich dazu bei, dass man ihn in Basel, wo nur Papst Johannes XXIII. anerkannt wurde, wegen seiner Obedienz zu Papst Gregor XII. als Ketzer und Schismatiker vor Gericht stellte und anschliessend aus der Stadt vertrieb.
Nach Angaben seines Ordensbruders Johannes Nider galt er damals als bedeutendster Volksprediger seiner Zeit.
Johannes Mulberg starb 1414 im Barfüßerkloster Überlingen auf dem Weg zum Konzil von Konstanz. Da das Kloster nicht zur Observanz Gregors XII. gehörte, veranlasste Kardinal Dominici die Überführung des Leichnams ins Kloster Maulbronn. Im nördlichen Seitenschiff der Klosterkirche ist sein Epitaph erhalten.
Mulberg wurde in weiten Kreisen als gottgesandter Prophet angesehen.

## Werke
- Tractatus contra Beginas et Beghardos.
- Johannes Mulberg; Nicolaus, Oresmius: Joannes de Basilea de I. et II. Sententiarum anno 1401. Eiusdem responsiones ad decem quaestiones. Nicolaus Orem de communicatione idiomatum. 15. Jahrhundert.